# التيار الشعبي (تونس)
التيار الشعبي حزب سياسي تونسي منشق عن حركة الشعب. شارك في الانتخابات التشريعية التونسية 2014 عبر القوائم التحالفية الجبهة الشعبية.